# Dinarthrum taiwanense
Dinarthrum taiwanense är en nattsländeart som beskrevs av Ito 1992. Dinarthrum taiwanense ingår i släktet Dinarthrum och familjen kantrörsnattsländor. Inga underarter finns listade i Catalogue of Life.